# Kerkhof van Eine
Het Kerkhof van Eine is een gemeentelijke begraafplaats in het Belgische dorp Eine, een deelgemeente van  Oudenaarde. Het kerkhof ligt rond de Sint-Eligiuskerk (Eine).

## Britse militaire graven
Op de begraafplaats ligt het graf van de Britse soldaat James Mason Law die op 21 november 1918 overleed aan de gevolgen van de Spaanse griep.
Daarnaast liggen nog 3 Britse gesneuvelden uit de Tweede Wereldoorlog waarvan slechts 1 geïdentificeerd kon worden. Deze is George William Friend, een trooper (cavalerist) die sneuvelde op 6 september 1944 bij de bevrijding van Oudenaarde.
De graven worden onderhouden door de Commonwealth War Graves Commission en staan daar geregistreerd onder Eine Churchyard.

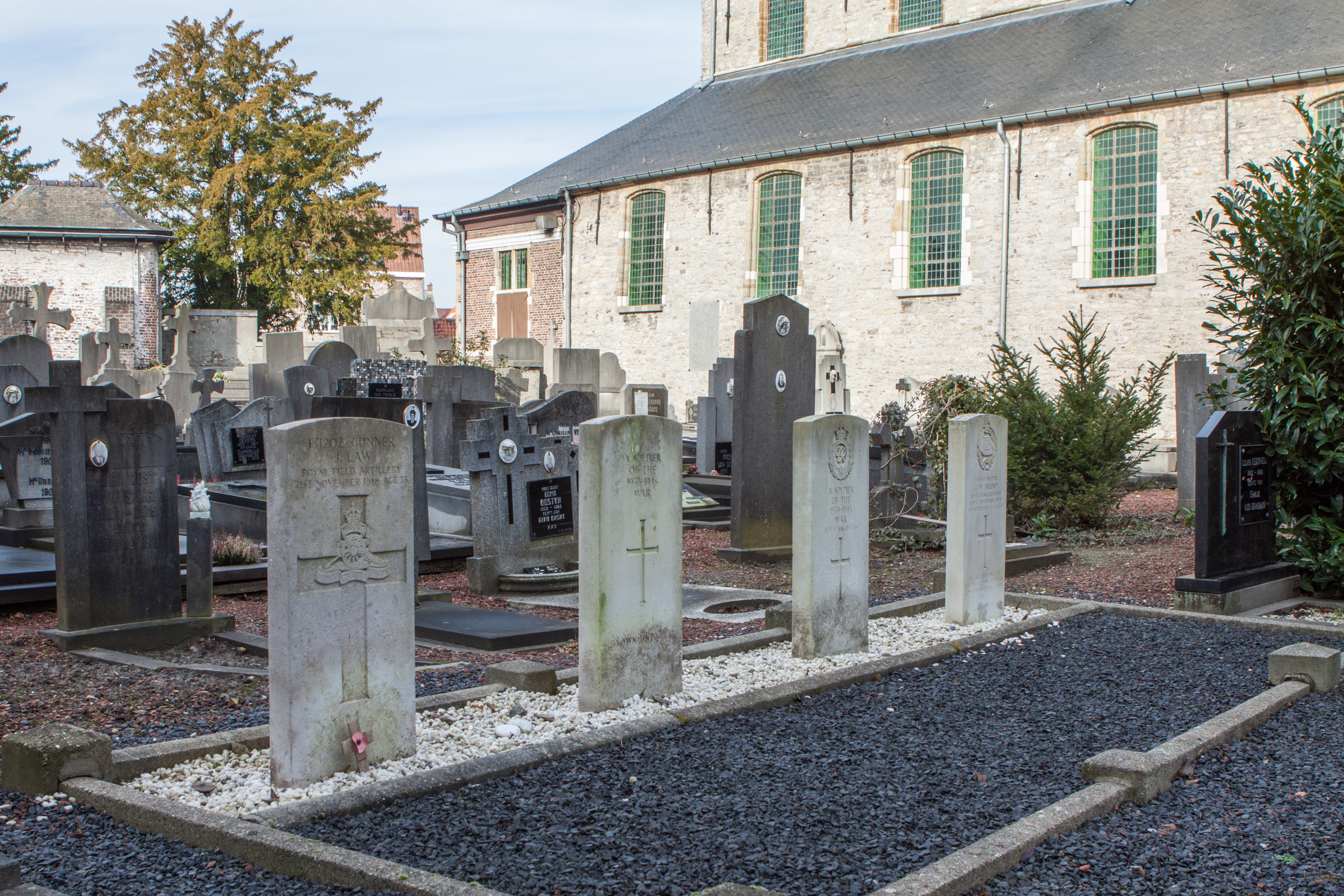
Britse militaire graven